# U.S.A. Still United
U.S.A. Still United è il sesto disco registrato dal duo Ying Yang Twins, questo disco è la versione mixata del loro precedente titolo U.S.A. (United State of Atlanta).

## Tracce
1. Mr. Collipark's Intro
2. Wiggle Then Move
3. Ms. New Booty; Bubba Sparxxx  (featuring Ying Yang Twins & Mr. Collipark)
4. Git It; Bun B  (featuring Ying Yang Twins)
5. Get Yern Muzicians
6. The Pink
7. 4 Oz.
8. Legendary Status; Homebwoi  (featuring Kadalack Boyz)
9. Bedroom Boom
10. Duts
11. Wait [Ultimix Remix]
12. Shake [Remix]  (featuring Pitbull & Elephant Man)

### DVD
1. Wait
2. Badd
3. Shake